# Śląsk Zielony

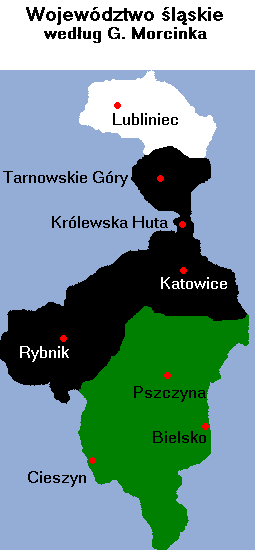
Trójkolorowy podział polskiej części Górnego Śląska lat 1922-1939 według G. Morcinka

Śląsk Zielony – określenie stworzone w międzywojennej Polsce, tworzące podział ówczesnych ziem śląskich w Polsce (województwo śląskie) na trzy części: („Śląsk Czarny”, „Śląsk Biały” i „Śląsk Zielony”).
Autorami trójkolorowego podziału województwa śląskiego był Gustaw Morcinek, pisarz ludowy, oraz Stanisław Berezowski. Podział został użyty przez nich w wydanej w 1933 roku monografii województwa śląskiego pt. „Śląsk”. Od 1945 roku, kiedy Polska otrzymała po konferencji poczdamskiej zachodnie tereny Górnego Śląska oraz Dolny Śląsk, trójkolorowy podział z okresu dwudziestolecia międzywojennego jest oceniany jako sztuczny i jego stosowanie stopniowo zanika.
Śląskiem Zielonym określił Morcinek południowe obszary ówczesnego województwa, a określenie to nawiązywało do licznych tu terenów zielonych, w tym rozległych lasów. Do Zielonego Śląska zaliczyli oni tereny w większości dawnego Księstwa Cieszyńskiego: Śląsk Cieszyński oraz położony bardziej na północ powiat pszczyński, porośnięty lasami Puszczy Pszczyńskiej. Miasta: Bielsko (dziś lewobrzeżna połowa miasta Bielsko-Biała), Cieszyn, Pszczyna, Tychy (wtedy wieś), Skoczów, Wisła (wtedy wieś) i Ustroń (wtedy wieś).